# Nel regno della natura
Nel regno della natura (V přírodě, koncertní ouvertura), Op. 91, B. 168, è un concerto ouverture scritto da Antonín Dvořák nel 1891.

## Descrizione
È la prima parte ("Natura") di una trilogia di "Natura, Vita e Amore" scritta da Dvořák. Le altre due parti della trilogia sono Carnival Overture, op. 92 ("Vita") e Othello, op. 93 ("Amore").

## Orchestrazione
L'ouverture è scritta per due flauti, due oboi, corno inglese, due clarinetti, clarinetto basso, due fagotti, quattro corni, due trombe, tre tromboni, tuba, timpani, triangolo, piatti e archi.